# Dona nua a la platja
Dona nua a la platja, és una pintura a l’oli realitzada pel pintor Joan Abelló i Prat l’any 1955, una època on l’artista comença a desenvolupar un estil propi conegut com ''Explosivisme''. L’obra actualment forma part de la col·lecció del Museu Abelló.

## Descripció de l'obra
Joan Abelló ens representa en aquesta peça, una dona nua a la platja sobre unes robes de color blanc amb molt drapejat. La dona està situada al centre del conjunt, amb el braç dret rere el clatell i l'esquerre a sobre del front, amb les cames semiflexionades, pujant la cama dreta i deixant l'esquerra al nivell del sòl. Al fons, podem apreciar la sorra de la platja, que ens porta fins a la representació de l'aigua del mar que tanca la composició a la part superior. Mitjançant l‘ús d’una perspectiva convencional, el cos nu de la dona domina tot el conjunt ressaltant en mig d’un paisatge creat a partir d’unes pinzellades gruixudes i dinàmiques, que fa de fons i es diferencia de la figura femenina a causa d’una marcada línia negra que ressegueix el contorn.
L‘obra presenta un cromatisme contingut en el qual dominen els colors sorra, càlids i ocres, que contrasten amb els marges, blau a la part superior i alguns tons de verd a la part inferior simulant vegetació, i amb la representació de la tela blanca sobre la qual apareix la dona estirada. L’obra està signada i datada l’any 1955 a l’angle inferior dret, on es troba també una inscripció que diu ''Mujer desnuda en la playa''.

## La creació d'un estil propi: l'Explosivisme
La peça es situa estilísticament en uns anys en els quals el pintor Abelló, després de superar la coneguda “Època negra“ ha descobert i desenvolupat el seu propi “Explosivisme“: prova d’això és el tipus de pinzellada que realitza en aquesta composició, així com el volum de massa pictòrica que utilitza. A més, i a banda d’aquest estil, la peça es situa en uns anys de fort reconeixement a l’obra del pintor sobretot després de l'exposició de pastels que fa a la Galeria Argos de Barcelona, on va vendre totes les obres i va rebre molts encàrrecs, a banda d’una bona fortuna crítica referent als seus pastels. A partir d’aquí, l’any de la realització de la peça i els posteriors estaran marcats per una constant participació en exposicions i concursos, fins i tot fora de Catalunya, com és el cas del Saló d’Octubre del Terol o la Galeria Dintel de Santander el 1955.
El pintor Abelló executa cinc anys abans una obra molt similar a aquesta pel que fa a l'estructura, el contingut, el color i l'estil, amb l’única variació en la postura de la dona i la seva ubicació en un espai interior. S'anomena "La venus egípcia", fa 170 x 110 i es troba en una col·lecció particular. De la mateixa manera, uns anys abans realitza una obra amb un esquema força similar, titulada La Margarita (1945), i aquesta forma part de la col·lecció del Museu Abelló.

## Exposicions
- Abelló, un tast, Museu Abelló, 12/12/2012